# Tour de Force (The Poodles)
Tour de Force è un album della band hard rock The Poodles, pubblicato nel 2013 prodotto dall'etichetta discografica Frontiers Records. L'album è il quarto album in studio della band svedese, dopo Metal Will Stand Tall, Sweet Trade e Performocracy.

## Tracce
1. Misery Loves Company – 4:05
2. Shut Up! – 3:24
3. Happily Ever After – 3:34
4. Viva Democracy – 3:36
5. Going Down – 3:55
6. Leaving Past to Pass – 5:06
7. 40 Days and 40 Nights – 3:20
8. Kings & Fools – 4:42
9. Miracle – 4:17
10. Godspeed – 4:09
11. Now Is the Time – 3:39
12. Only Just Begun – 4:46

## Formazione
- Jakob Samuel - voce
- Henrik Bergqvist - chitarra
- Pontus Egberg - basso
- Christian Lundqvist - batteria